# Бёлер, Отто
Отто Бёлер (нем. Otto Böhler; 11 ноября 1847, Франкфурт-на-Майне, Великое герцогство Гессен — 5 апреля 1913, Вена, Австро-Венгрия) — немецко-австрийский художник и силуэтист, известный серией работ, изображающих немецких и австрийских деятелей искусства.

## Биография
Родился пятым сыном в семье торговца, детство и юность провёл в родном городе. Окончил философский факультет Тюбингенского университета. В 1870 году вместе со своими старшими братьями Альбертом (1845—1899) и Фридрихом (1849—1914) переехал в Вену. 
Альберт и Эмиль основали сталелитейное производство, после смерти Эмиля (1842—1882) Отто участвовал в семейном бизнесе.
Обладал с детства художественным талантом, поэтому стал учеником живописца Венцеля Оттокара Нольча (1835—1908). Вскоре, однако, Отто Бёлер обратился к искусству силуэта и стал известным шаржистом.
Был любителем музыки, знакомым со многими немецкими и австрийскими композиторами, дирижёрами и музыкантами; среди друзей Бёлера были оперные певцы и певицы Амалия Матерна, Герман Винкельман, Теодор Рейхман и музыканты Венского филармонического оркестра. Благодаря этому Бёлер нашёл в музыкальной среде богатое поле для своего творчества. 
Был поклонником Рихарда Вагнера.
В 1876 году, как меценат участвовал в организации первого Байрёйтского фестиваля.
Похоронен на Хитцингском кладбище Вены.

## Творчество
Силуэтные портреты были распространенными и модными во Франции, Англии и Германии в XVIII и XIX веках. Обычным способом изготовления силуэтов было вырезание их ножницами из чёрной бумаги.
Отто Бёлер создал целую галерею портретных силуэтов и карикатур не только немецких и австрийских, но и других всемирно известных деятелей культуры и искусства. Объектами его произведений были Иоганн Себастьян Бах, Ханс фон Бюлов, Иоганнес Брамс, Антон Брукнер, Рихард Вагнер, Эдвард Григ, Эдуард Штраус и другие.

## Галерея

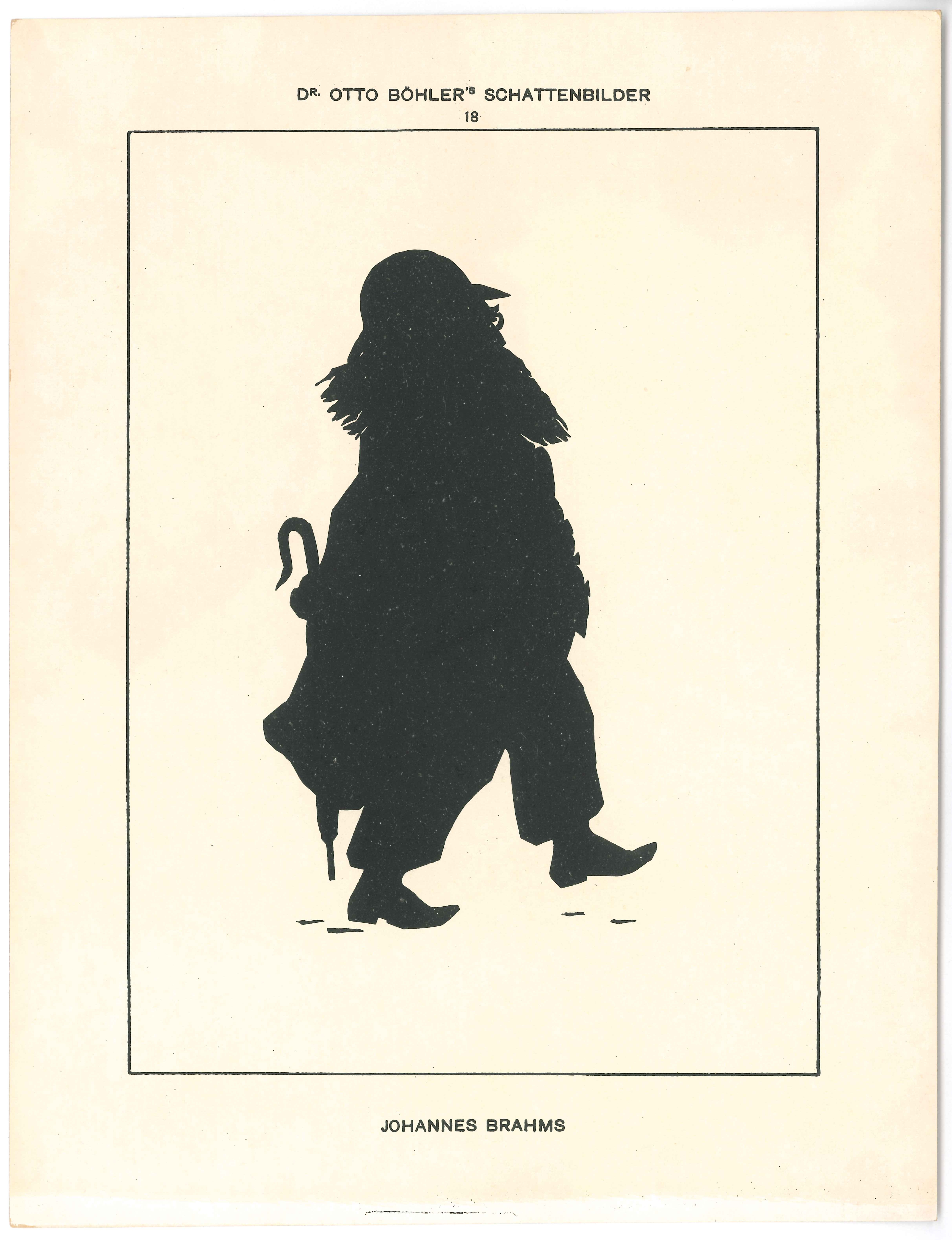
Иоганнес Брамс
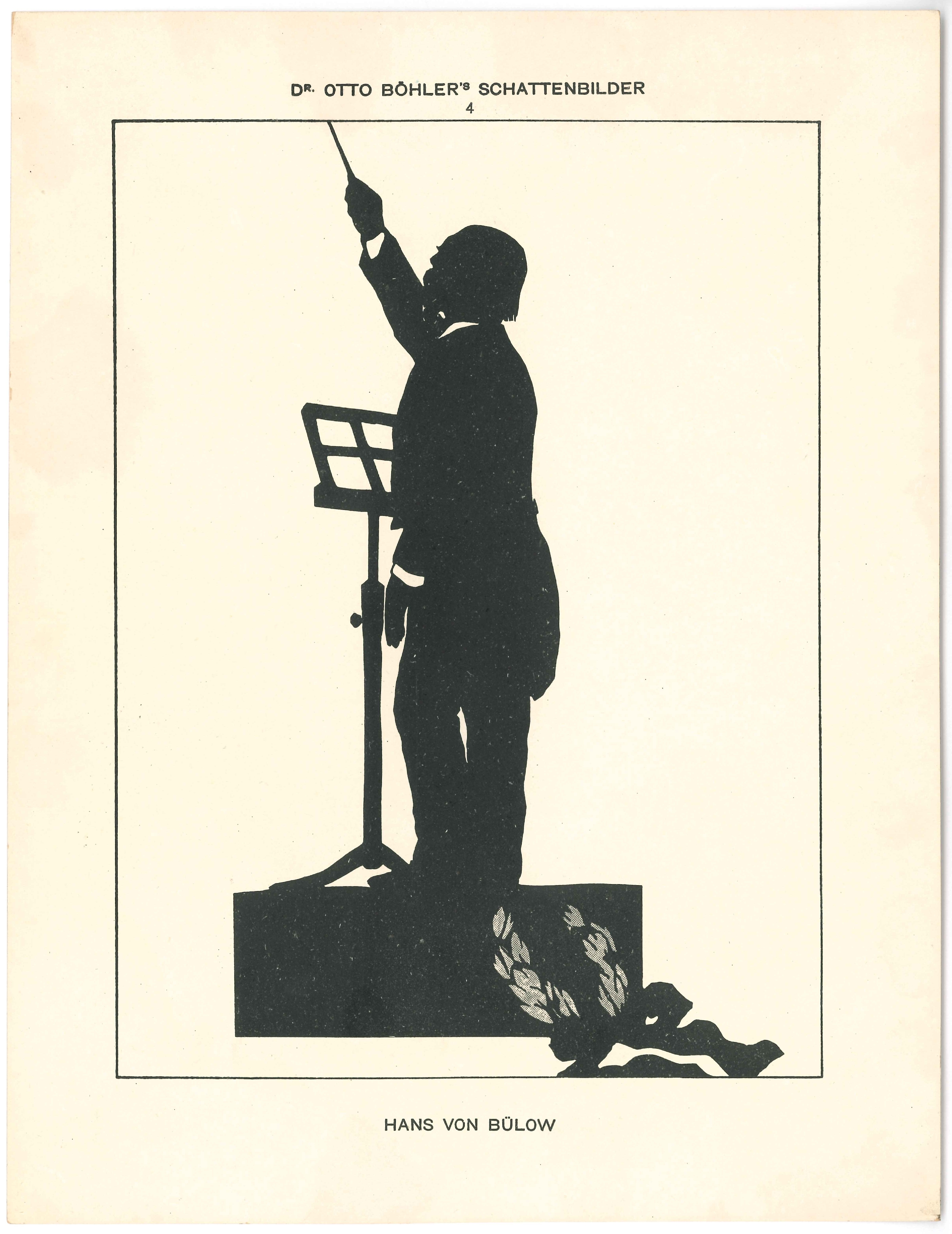
Ханс фон Бюлов
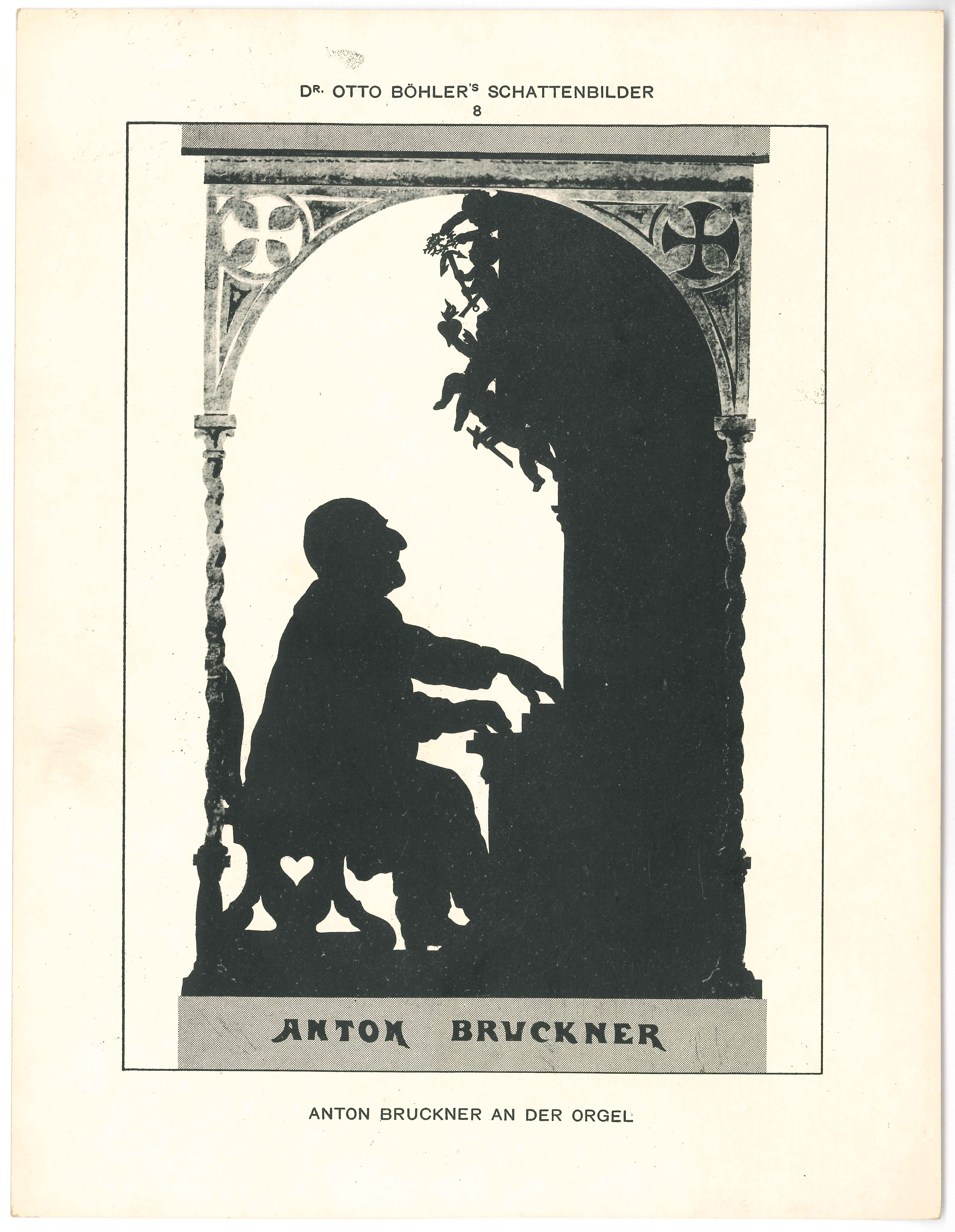
Антон Брукнер
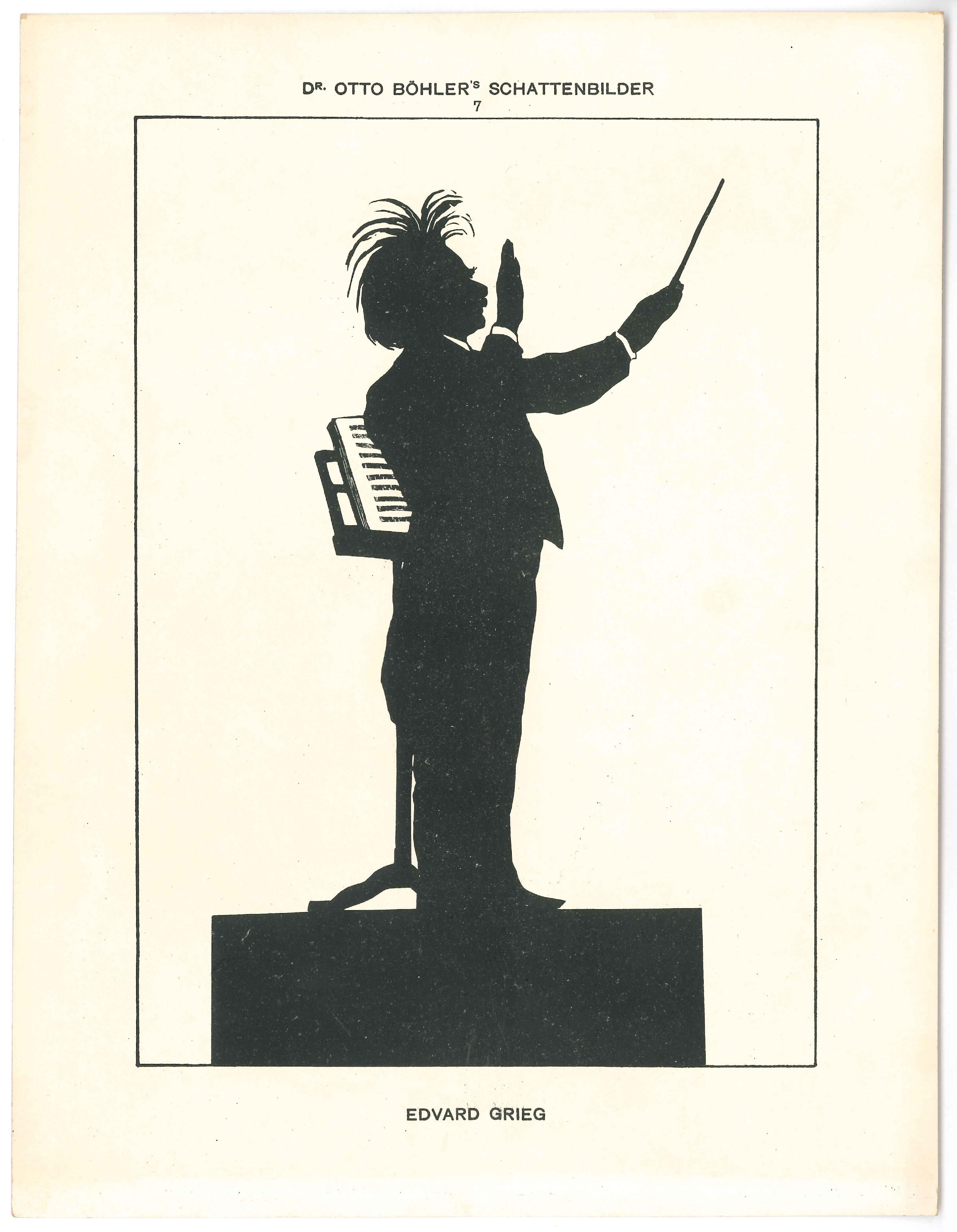
Эдвард Григ
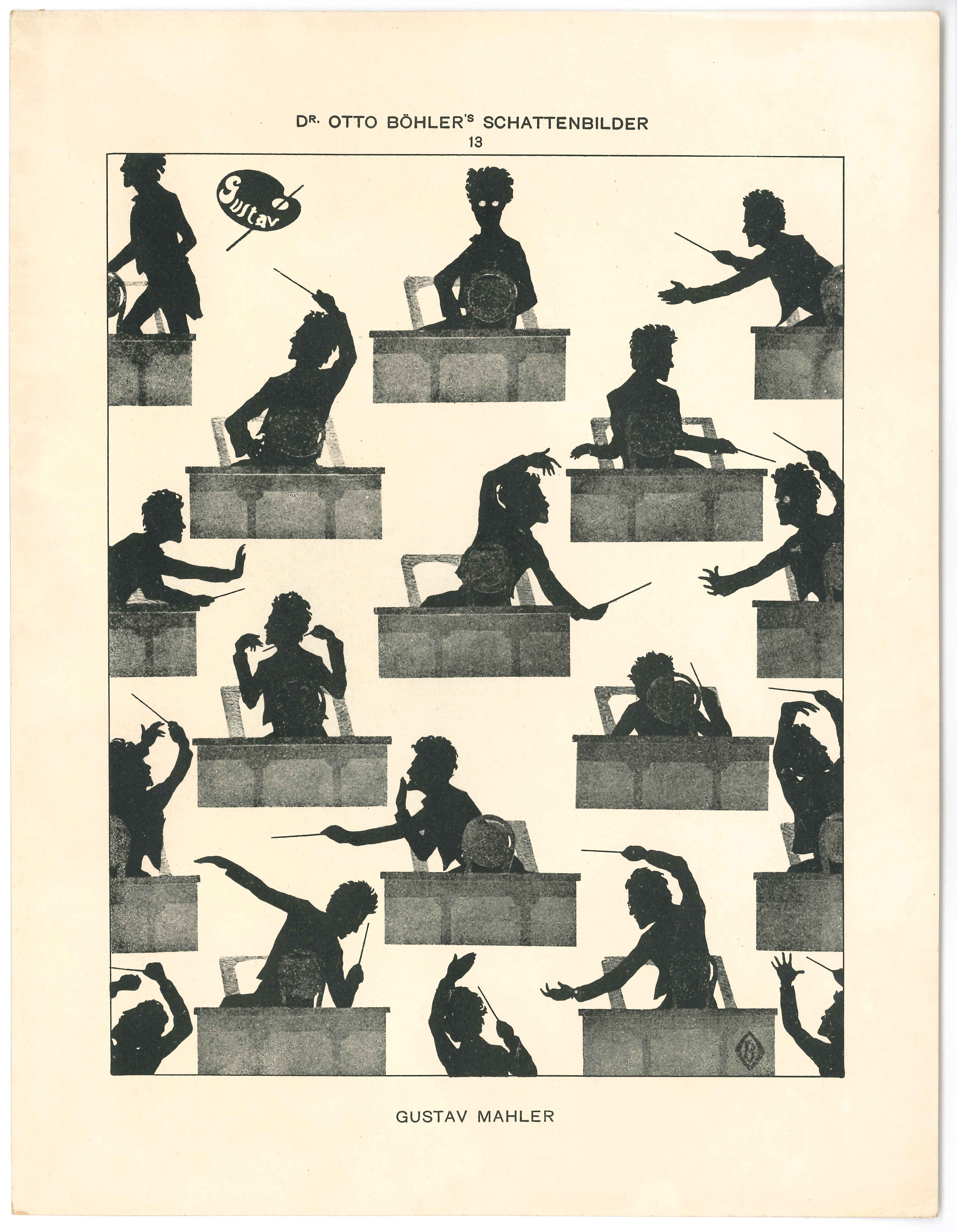
Густав Малер
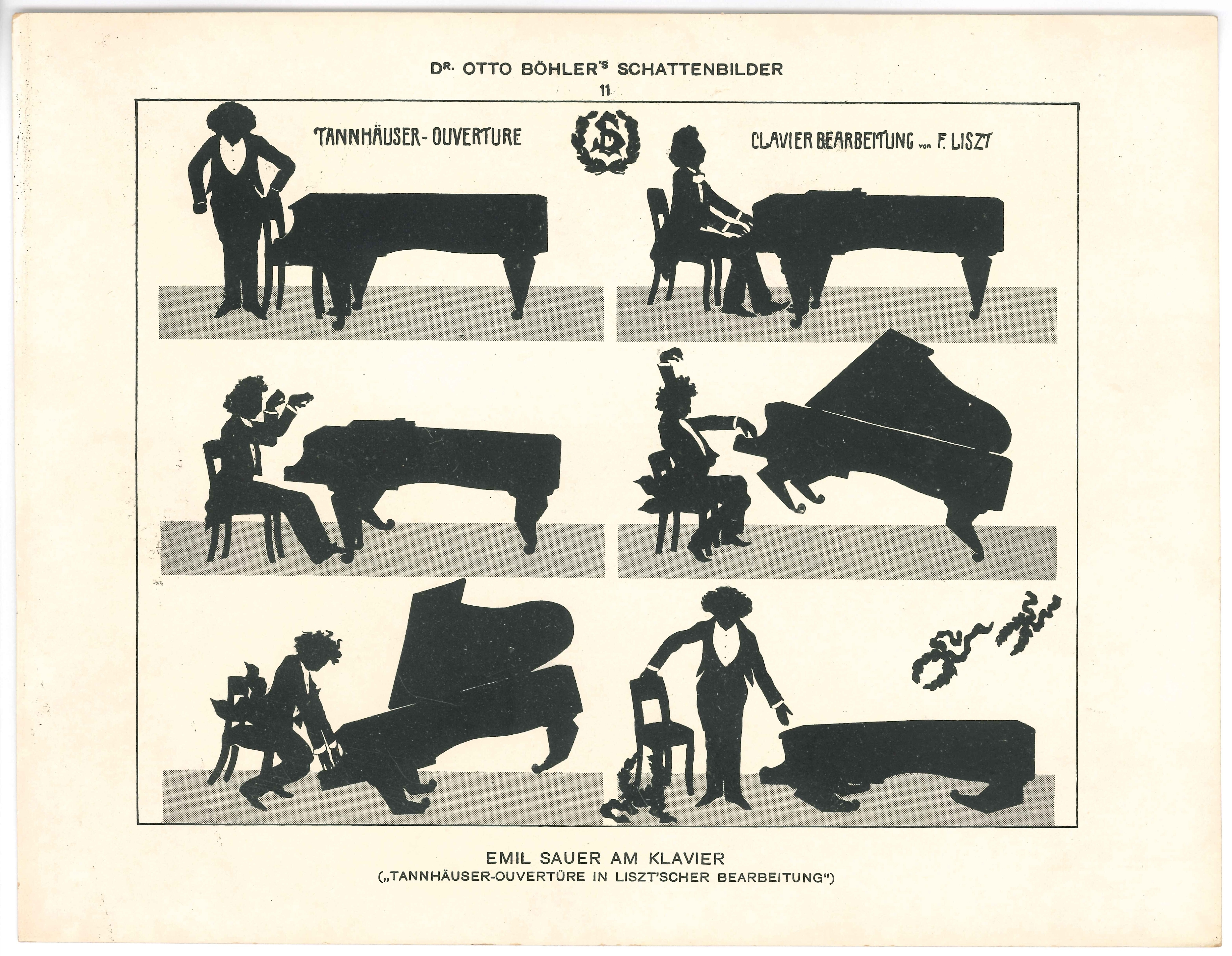
Эмиль фон Зауэр
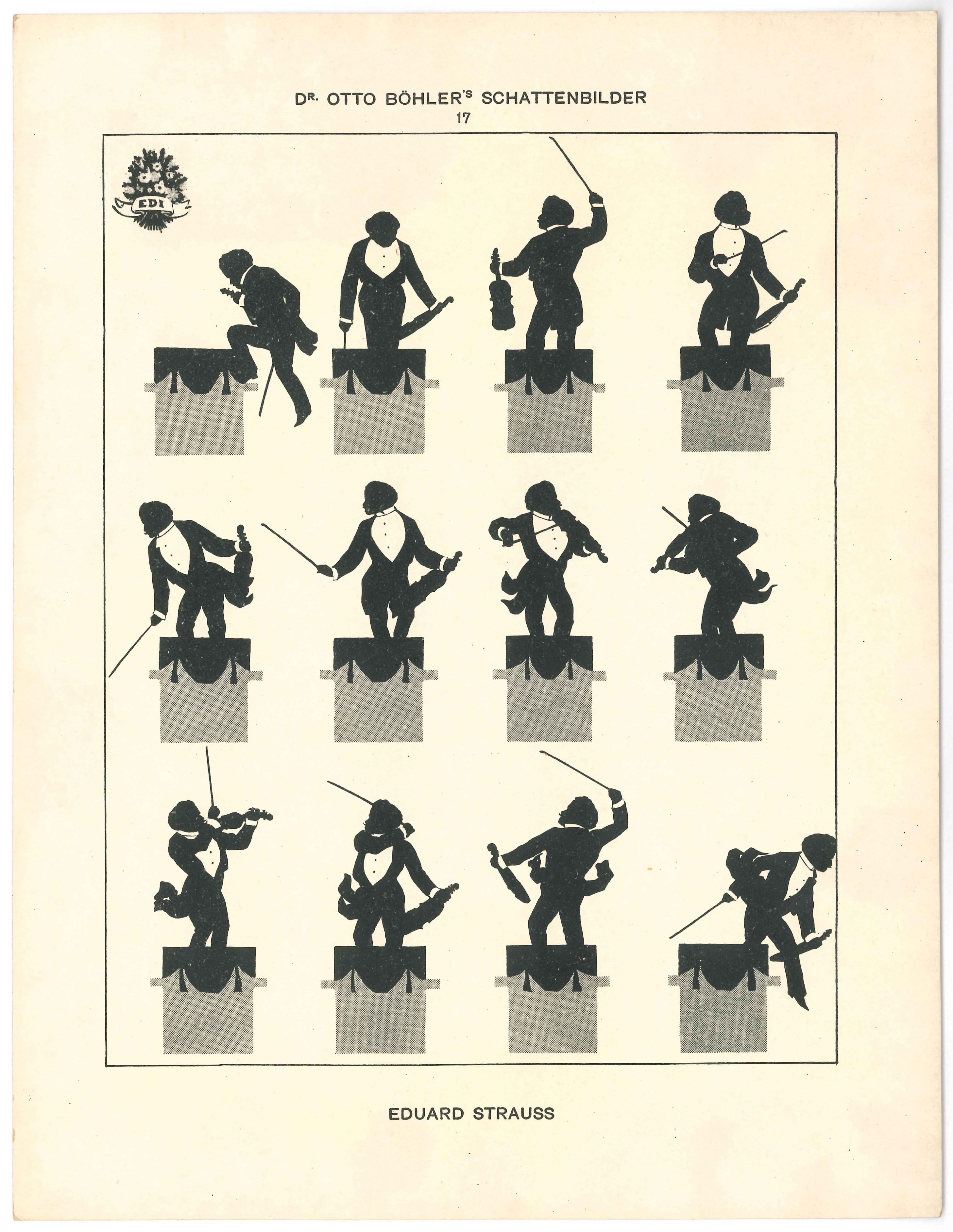
Эдуард Штраус
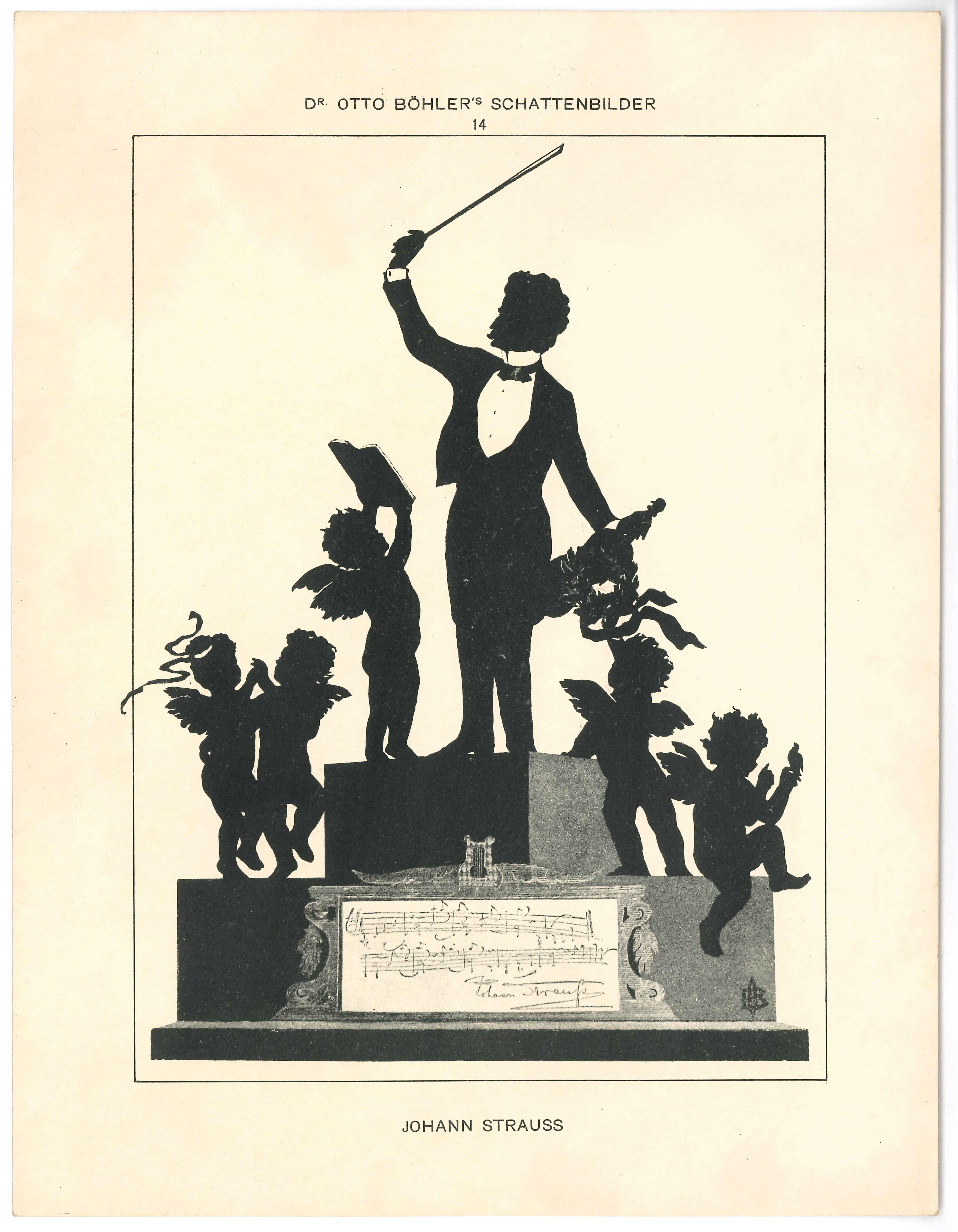
Иоганн Штраус (сын)
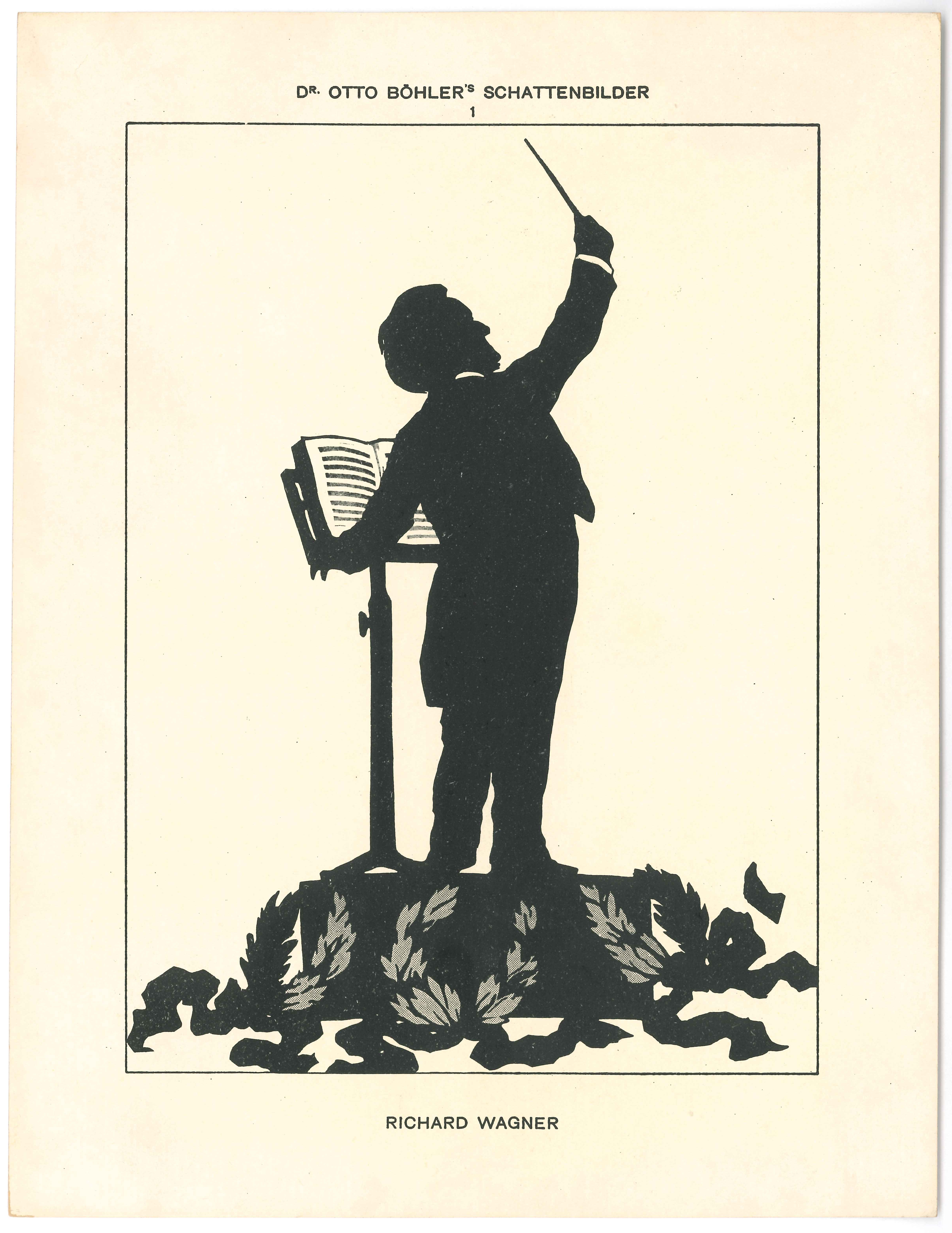
Рихард Вагнер
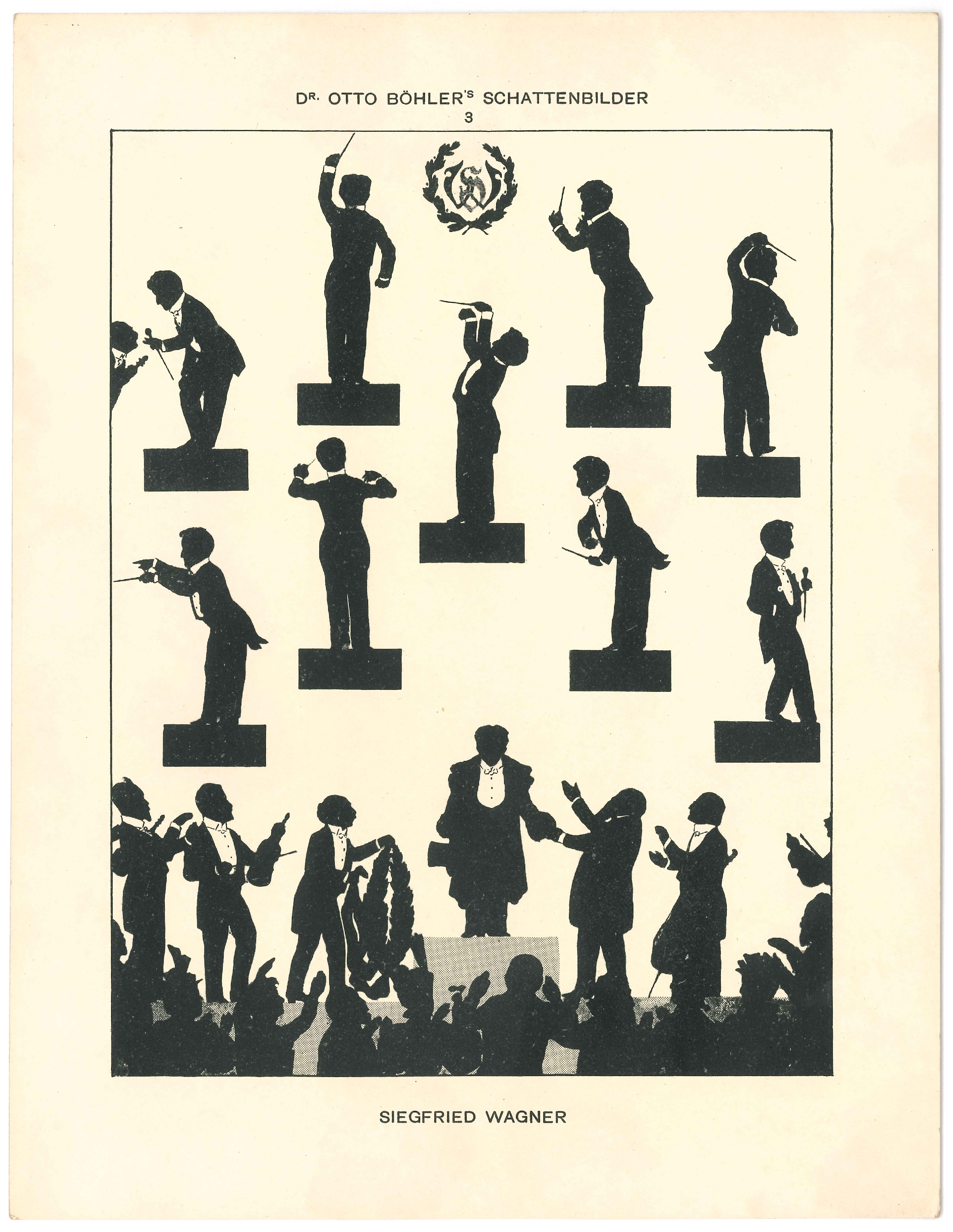
Зигфрид Вагнер
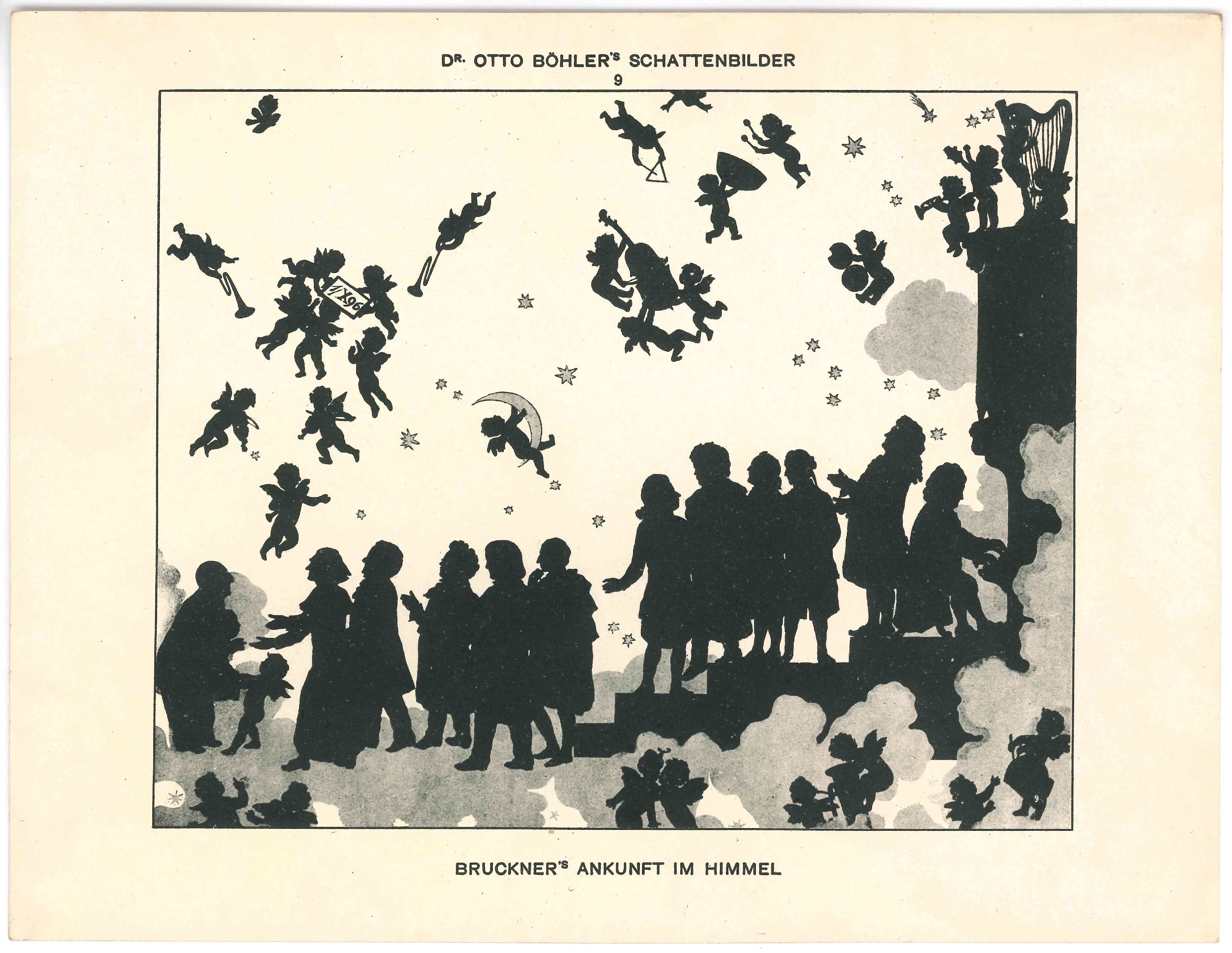
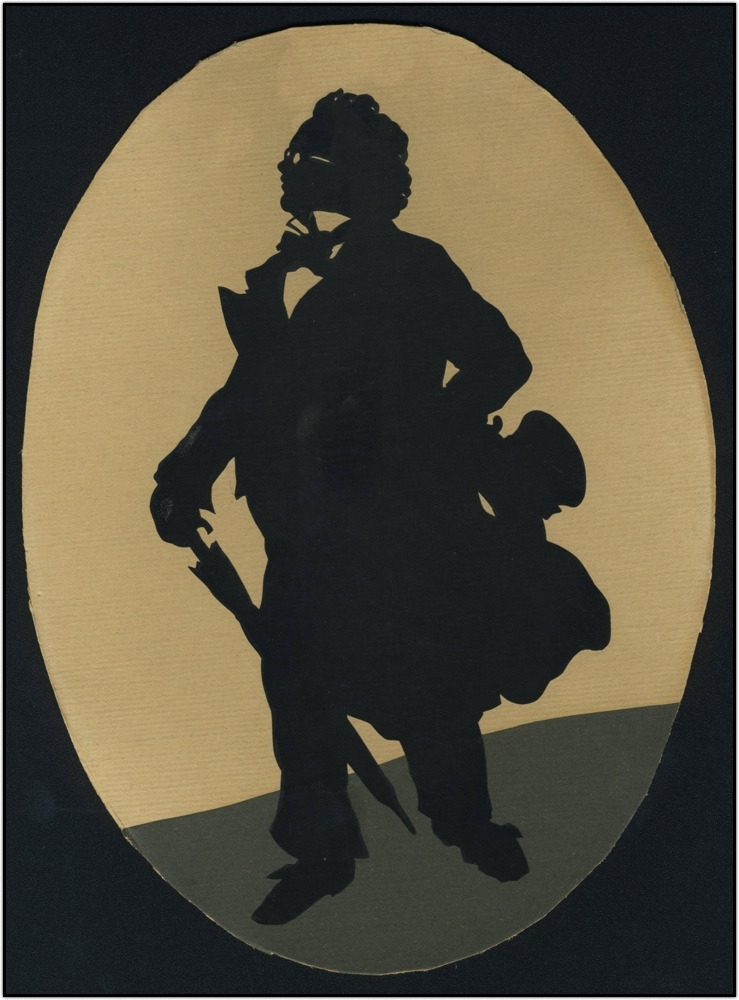
Франц Шуберт